# Vouacapoua americana

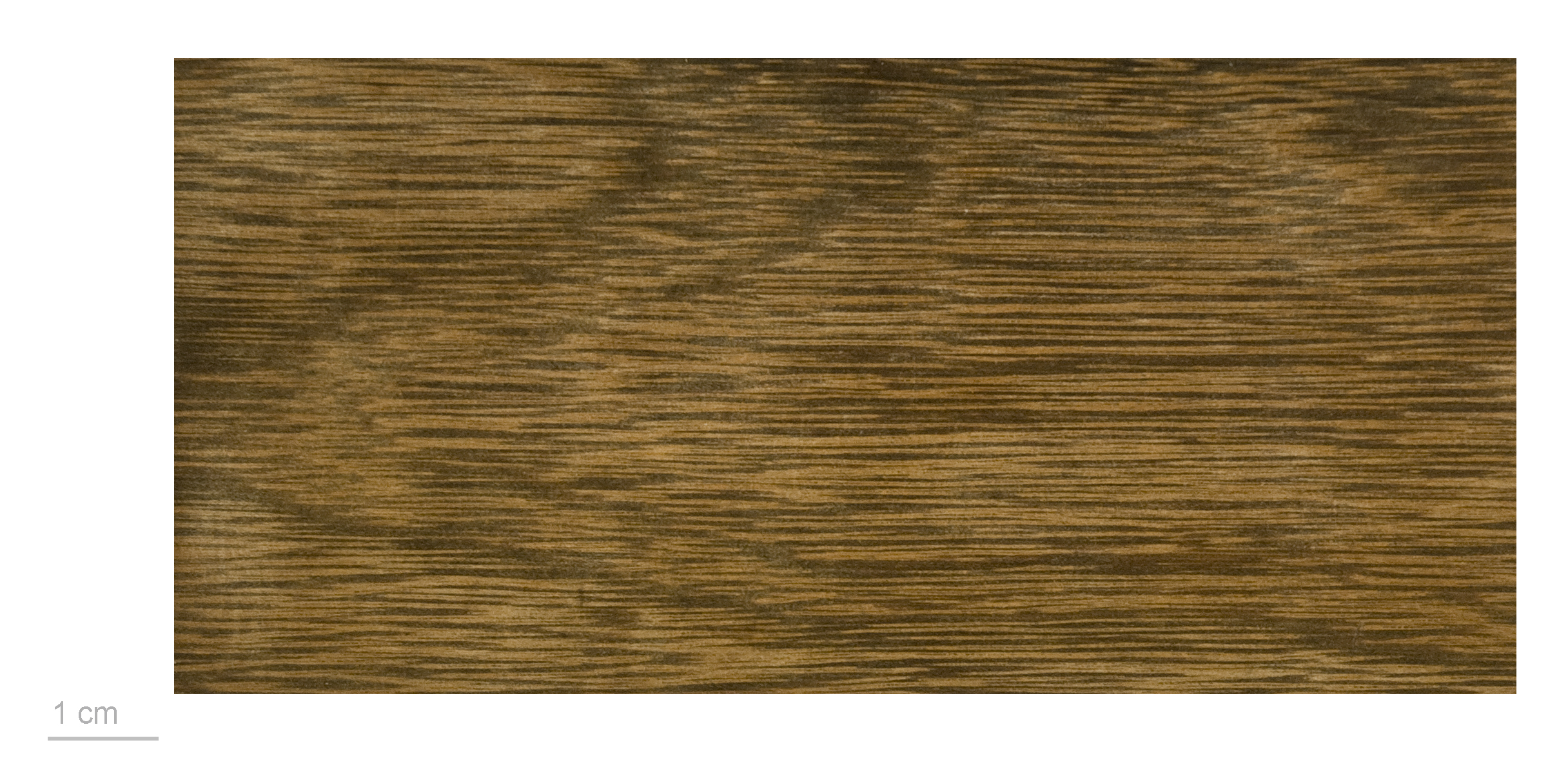
Vouacapoua americana

Vouacapoua americana là một loài rau đậu thuộc họ Fabaceae.

## Phân bố
Vouacapoua americana được tìm thấy ở Brasil, Guyane thuộc Pháp, Guyana, Peru, và Suriname. Nó bị đe dọa do mất môi trường sống.